# Goragorskij

Goragorskij (ryska Горагорский) är en ort i Tjetjenien i Ryssland. Folkmängden uppgick till 5 302 invånare i början av 2015.